# (21284) Pandion
(21284) Pandion, désignation internationale (21284) Pandion, est un astéroïde troyen jovien.

## Description
(21284) Pandion est un astéroïde troyen jovien, camp grec, c'est-à-dire situé au point de Lagrange L4 du système Soleil-Jupiter. Il présente une orbite caractérisée par un demi-grand axe de 5,238 UA, une excentricité de 0,101 et une inclinaison de 7,0° par rapport à l'écliptique.
Il est nommé en référence au personnage de la mythologie grecque Pandion, fils d'Érichthonios, acteur du conflit légendaire de la guerre de Troie.

## Compléments